# Nederlands amateurvoetbal
Het amateurvoetbal is een van de populairste sporten in Nederland. Er zijn circa 3000 voetbalverenigingen met in totaal 1,2 miljoen leden. Voetbalteams nemen het tegen elkaar op via diverse competities en bekertoornooien georganiseerd door de KNVB.

## Indeling
Het amateurveldvoetbal is op verschillende manieren ingedeeld. Naast de landelijk ingedeelde Tweede divisie zijn de Derde divisie, Vierde divisie en Eerste klasse regionaal ingedeeld.
Daaronder is het amateurvoetbal verdeeld in twee afdelingen, een zaterdag- en een zondagafdeling. De meeste clubs spelen met een standaardelftal op een van beide dagen, maar er zijn ook clubs die zowel een eerste zaterdag- als een zondagelftal hebben. Protestants-christelijke verenigingen spelen uit overtuiging alleen op zaterdag, terwijl de meeste clubs met een katholieke of arbeidersklasse-achtergrond traditioneel op zondag spelen.

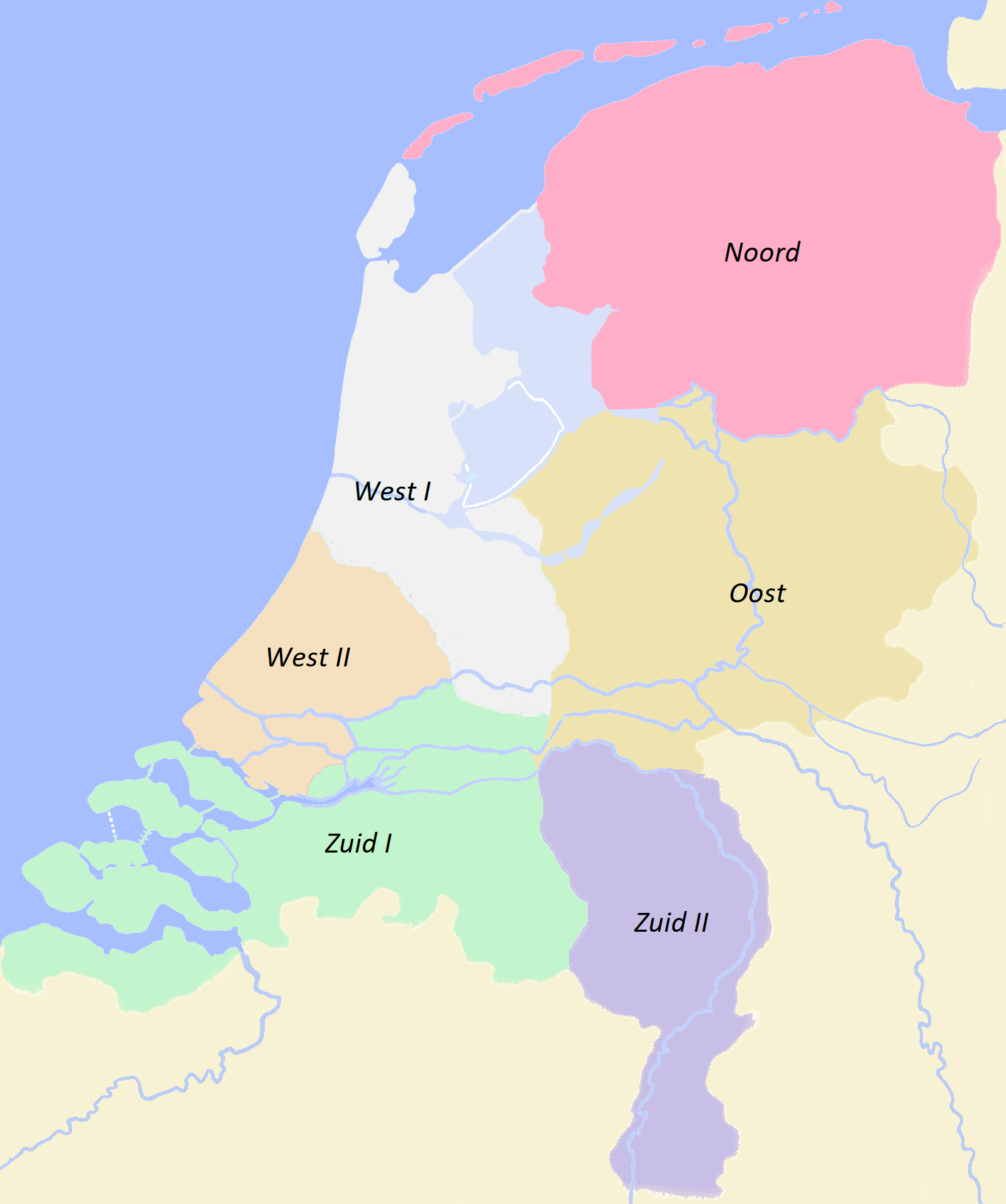
Geografische indeling KNVB-districten

Daarnaast zijn de clubs ingedeeld in zes KNVB districten; Noord, Oost, West I, West II, Zuid I en Zuid II. Afhankelijk van het niveau speelt een team een competitie op landelijk niveau of op districtsniveau. Teams kunnen naar een hoger niveau promoveren of naar een lager niveau degraderen. Daarnaast organiseert elk district een eigen districtsbekercompetitie.
Elk district kent een zaterdagafdeling en een zondagafdeling, behalve Zuid II, deze kent enkel de zondagafdeling. Elk district heeft minimaal één competitie in de Eerste klasse, twee competities in de Tweede klasse en vier in de Derde klasse. Het aantal competities in de Vierde en Vijfde klasse verschilt per district en per afdeling.
Bij de mannen wordt onderscheid gemaakt in de eerste elftallen van een club (het zogenaamde standaardelftal) en de overige elftallen (de zogenaamde reserve-elftallen). De standaardelftallen spelen in de standaardcompetitie, de reserve-elftallen in de reservecompetitie. Op eigen verzoek kunnen eerste elftallen ook uitkomen in de reservecompetitie, bijvoorbeeld als het niveau in de standaardklasse te hoog is of als de club minder prestatiegericht is.

### Indeling standaardelftallen
Bij de standaardelftallen zijn er acht niveaus waarvan drie op landelijk niveau. De hoogste amateurklasse is de in het seizoen 2016/17 ingevoerde Tweede divisie. Daaronder is de Derde divisie, per 2016/17 de gewijzigde naam van de in 2010/11 ingestelde Topklasse, de op een na hoogste klasse. Het derde landelijke niveau is de Vierde divisie (vroeger de Hoofdklasse genoemd). Op districtsniveau zijn er de Eerste klasse tot en met de Vijfde klasse.
Tot en met 2014/15 werd er nog in de Zesde klasse gespeeld, in 2006/07 werd er nog in de Zevende klasse gespeeld en tot 2000/01 ook nog in de Achtste klasse.
In de Tweede en Derde divisie spelen achttien teams per competitie en in de Vierde divisie komen zestien clubs per competitie uit. Alle overige competities tot en met de Derde klasse tellen veertien teams per competitie. Voor de lagere klassen bepalen de districten zelf het aantal clubs per competitie. Vanaf 2015/16 is dit in alle districten in principe ook veertien teams per competitie. Wegens omstandigheden kan het aantal teams per competitie afwijken van deze norm.
Met de invoering van de Tweede divisie zou promotie naar de Eerste divisie verplicht worden gesteld. Deze verplichting is echter opgeschort. Er is in de Tweede divisie geen sprake meer van scheiding tussen zaterdag- en zondagclubs. Over het algemeen worden de wedstrijden op zaterdag afgewerkt.
De scheiding tussen het zaterdag- en zondagvoetbal zou vanaf 2023 ook komen te vervallen in de Derde en Vierde divisie alsmede in de Eerste klasse. Aan amateurverenigingen wordt vooraf aan het seizoen gevraagd of ze de thuiswedstrijden op zaterdag of zondag willen afwerken. Van deze regel mag worden afgeweken door principiële zaterdagclubs die het recht behouden om op zaterdag te spelen.

## Opzet voetbalsysteem standaardelftallen
Bij de mannen is de veldvoetbalcompetitie voor de standaardelftallen bij de amateurs in het seizoen 2024/25 als volgt opgezet.
| voetbalsysteem (standaardelftallen amateurs, mannen) |                |                |               |               |                   |         |         |
|                                                      | Amateur niveau | Klasse         | # Competities | # Competities | # Teams per comp. | # Teams | # Teams |
| zaterdag                                             | Amateur niveau | Klasse         | zondag        | zaterdag      | # Teams per comp. | zondag  |         |
| Landelijke klassen                                   | 1              | Tweede divisie | 1             | 1             | 18                | 18      | 18      |
| Landelijke klassen                                   | 2              | Derde divisie  | 2             | 2             | 18                | 36      | 36      |
| Landelijke klassen                                   | 3              | Vierde divisie | 4             | 4             | 16                | 64      | 64      |
| Districts klassen                                    | 4              | Eerste klasse  | 8             | 8             | 13-14             | 109 *   | 109 *   |
| Districts klassen                                    | 5              | Tweede klasse  | 10            | 8             | 13-14             | 134 *   | 109 *   |
| Districts klassen                                    | 6              | Derde klasse   | 18            | 16            | 12-14             | 249 *   | 204 *   |
| Districts klassen                                    | 7              | Vierde klasse  | 26            | 24            | 11-14             | 338 *   | 294 *   |
| Districts klassen                                    | 8              | Vijfde klasse  | 26            | 27            | 10-14             | 330 *   | 307 *   |
| Totaal                                               | Totaal         | Totaal         | 80            | 75            |                   | 1051    | 914     |
|                                                      |                |                | 170           | 170           |                   | 2192    | 2192    |

Per district zijn er in elke klasse één of meerdere parallelle competities. Een overzicht inclusief nummering staat hieronder, geldig voor het seizoen 2024/25.
|               | West I | West I   | West II  | Zuid I | Zuid I | Zuid II  | Oost   | Oost     | Noord  | Noord    | Totaal | Totaal |
| zaterdag      | zondag | zaterdag | zaterdag | zondag | zondag | zaterdag | zondag | zaterdag | zondag | zaterdag | zondag |        |
| ------------- | ------ | -------- | -------- | ------ | ------ | -------- | ------ | -------- | ------ | -------- | ------ | ------ |
| Eerste klasse | 1A     | 1A       | 1B-1C    | 1D     | 1D     | 1E       | 1F-1G  | 1F-1G    | 1H     | 1H       | 8      | 8      |
| Tweede klasse | 2A-2B  | 2A-2B    | 2C-2D    | 2E-2F  | 2C     | 2D-2E    | 2G-2H  | 2F       | 2I-2J  | 2G-2H    | 10     | 8      |
| Derde klasse  | 3A-3D  | 3A-3B    | 3E-3G    | 3H-3K  | 3C-3F  | 3G-3J    | 3L-3O  | 3K-3M    | 3P-3R  | 3N-3P    | 18     | 16     |
| Vierde klasse | 4A-4E  | 4A-4C    | 4A-4E    | 4A-4E  | 4A-4D  | 4A-4I    | 4A-4E  | 4A-4E    | 4A-4F  | 4A-4C    | 26     | 24     |
| Vijfde klasse | 5A-5E  | 5A-5C    | 5A-5E    | 5A-5D  | 5A-5F  | 5A-5G    | 5A-5E  | 5A-5G    | 5A-5G  | 5A-5D    | 26     | 27     |
| Totaal        | 16     | 10       | 17       | 15     | 15     | 23       | 16     | 16       | 18     | 12       | 80     | 75     |
|               | 27     | 27       | 17       | 31     | 31     | 23       | 34     | 34       | 31     | 31       | 163    | 163    |

In Zuid II wordt geen zaterdagvoetbal gespeeld.
In West II wordt geen zondagvoetbal gespeeld.

## Landskampioenen amateurs

### Algemeen amateurkampioen
Sinds 1969 speelden de zaterdag- en zondagkampioen om het "Algemeen amateurkampioenschap van Nederland". In 2016 werd de laatste wedstrijd gespeeld. Vanaf het seizoen 2016/17 kent de KNVB-voetbalpyramide een open structuur met promotie/degradatie regeling tussen het amateur- en betaaldvoetbal waarbij de titel "algemeen amateurkampioen" niet meer wordt gebezigd. De winnaar van de toen heropgerichte Tweede divisie valt sindsdien te zien als hoogst geëindigde ploeg in een Nederlandse amateurcompetitie, maar er is geen sprake meer van een algeheel landskampioen bij de amateurs. 
In het Nederlands amateurvoetbal zijn er enkele voetbalclubs die één of meerdere sterren dragen als symbool voor behaalde kampioenschappen. Er bestaan echter geen officiële richtlijnen van de KNVB met betrekking tot het voeren van kampioenssterren in het amateurvoetbal. In tegenstelling tot het betaald voetbal, waar sinds 2007 een ster staat voor tien landskampioenschappen in de eredivisie, bepalen amateurclubs zelf of en hoe zij sterren gebruiken. Meestal staat deze voor één kampioenschap op het hoogste amateurniveau. Wanneer een ster is 'toegestaan' is echter niet vastgelegd en blijft onduidelijk. Veel amateurclubs kiezen er dan ook voor om geen sterren te voeren bij amateurtitels, mede omdat deze symboliek in het betaald voetbal een geheel andere, zwaardere en officieel erkende betekenis heeft. Bovendien is het amateurvoetbal meermaals hervormd, wat  heeft geleid tot verschillende interpretaties van wat een ster zou moeten vertegenwoordigen. Tot 1969 gold bijvoorbeeld  de zaterdag- of zondag-titel als hoogst haalbare kampioenschap in het amateurvoetbal.
Een uitzondering hierop vormt HVV (Den Haag), de enige amateurclub in Nederland die officieel een ster mag dragen. Zij wisten tien keer landskampioen van Nederland te worden in de periode 1891 tot 1914.
*  VV Geldrop werd landskampioen na een competitie tussen de zes afdelingskampioenen, deze vond plaats nadat de zaterdag- en zondagclubs om hun kampioenschap hadden gestreden. Hier werden IJsselmeervogels en Elinkwijk kampioen.

### Zaterdagamateurs
* 1942: De afdelingskampioenen speelden nog niet om het landskampioenschap.

### Zondagamateurs
Kampioenen na invoering betaaldvoetbal.
- Voor de opheffing van de Tweede Divisie in 1971 kon de zondagkampioen promoveren naar de Tweede Divisie, kampioenen Velox (1958) en Xerxes (1962) maakten gebruik van het promotierecht en promoveerden naar de Tweede Divisie.